# Jeff Kottkamp
Jeffrey D. "Jeff" Kottkamp född 12 november 1960 är en amerikansk politiker som var Floridas viceguvernör mellan 2007 och 2011 under guvernör Charlie Crists period. Kottkamp är medlem av Republikanska partiet och var ledamot av Floridas representanthus mellan 2000 och 2006.